# Mosterei Möhl
Die Mosterei Möhl ist ein Schweizer Unternehmen mit Sitz in Stachen bei Arbon, das sich auf die Herstellung von Apfelsaft und Apfelwein spezialisiert hat. Das Unternehmen wurde 1895 gegründet und wird in der fünften Generation als Familienbetrieb geführt.

## Geschichte
Der Betrieb wurde 1895 von Hans Georg und Elise Möhl als Mosterei des Gasthauses «Rössli» gegründet. 1927 wurde ein neues Haus für die Pressen und ein Lagerkeller für die Holzfässer gebaut. Ausserden wurden die ersten Saurer-Lastwagen für die Belieferung der Kunden angeschafft. 1940 entwirft der Nebelspalter-Karikaturist Carl Böckli das erste Logo der Mosterei mit dem zum Apfel stilisierten Buchstaben ö im Schriftzug. Nach dem Zweiten Weltkrieg wird die Süssmostproduktion ausgebaut. 1951 führt ein Brand in der Trestertrocknung zum Verlust einer Scheune. 1957 wird die erste Abfüllanlage in Betrieb genommen, 1962 die erste Konzentrieranlage. In den 1970er-Jahren wird der Betrieb stark erweitert, 1995 kann das 100-jährige Firmenjubiläum erfolgreich gefeiert werden. Das Unternehmen verarbeitet jährlich zwischen 25 000 und 30 000 t Obst aus der Region. 2016 wurden die Gebrüder Ernst und Markus Möhl zu Ehren ihrer Verdienste mit dem Agrostar ausgezeichnet. 2018 wurde beim Firmensitz in Arbon das erste Schweizer Mosterei- und Brennereimuseum eröffnet.

## Produkte
ShorleyMischgetränk aus 60 % Apfelsaft und 40 % Mineralwasser aus der Passugger Quelle (seit 2000)
Möhl ApfelsaftApfelsaft mit 10 % Birnensaft
Fifty FiftyMischgetränk aus 50 % Apfelsaft und 50 % Orangenlimonade
Saft vom FassApfelwein, der drei Monate im Eichenfass gelagert wurde (seit 2005 auch alkoholfrei)
SwizlyMischgetränk aus Apfelwein, Apfelsaft und Holunderblütensirup (seit 1995)
Möhl Cider ClanMarke für spezielle Apfelweinkreationen, die in Kleinmengen hergestellt werden
Möhl-Saft klarKlarer Apfelwein, der auch in einer alkoholfreien Version hergestellt wird
Cidre Cuvée Jean GeorgesApfelschaumwein

## Galerie

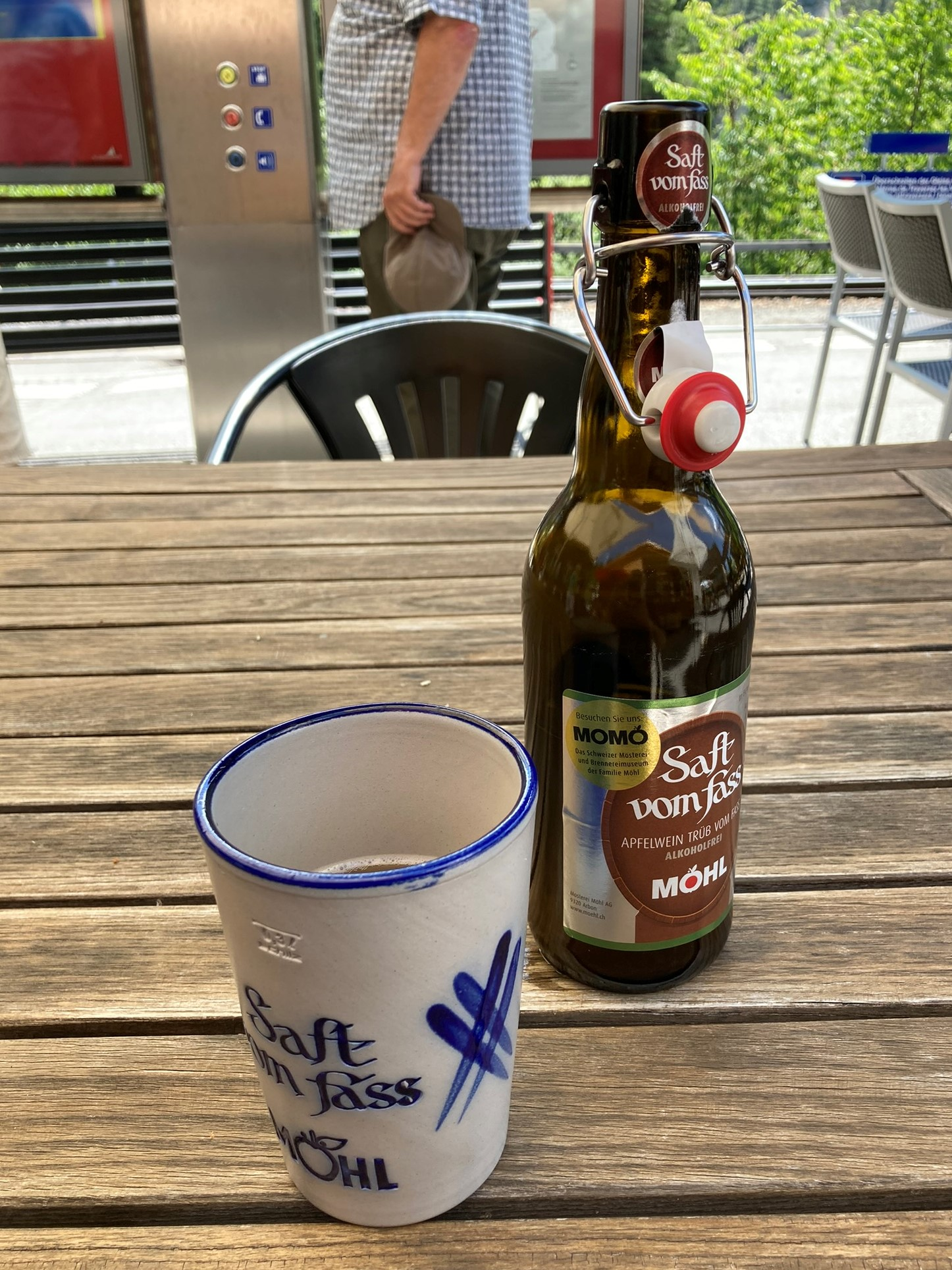
Trüber Apfelwein Saft vom Fass
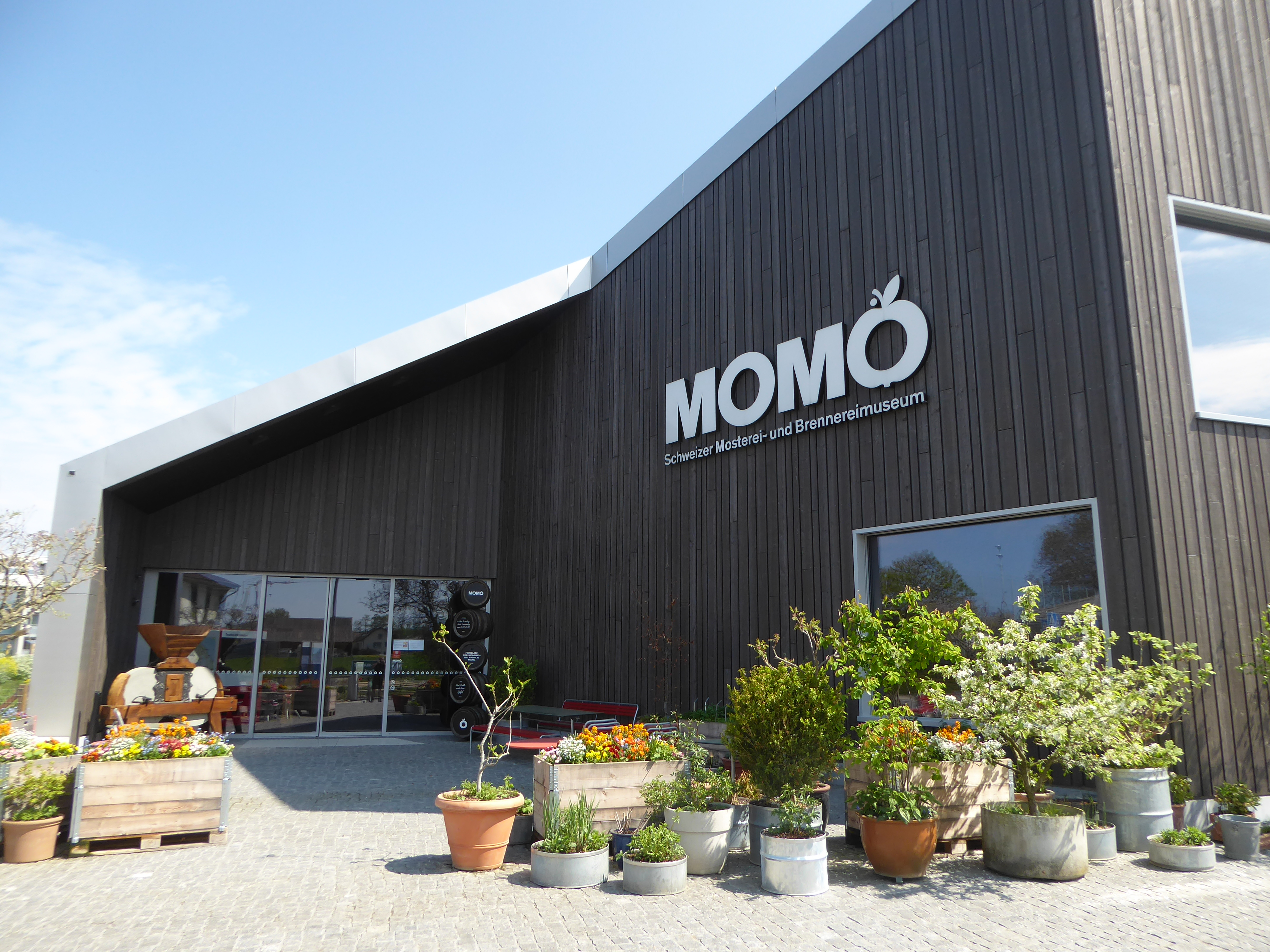
Firmenmuseum Momö